# کاستلوان
شهر کاستلوان (به آلمانی: Kastellaun) در ایالت راینلند-فالتز در کشور آلمان واقع شده‌است.